# Діяння мучеників
Дія́ння му́чеників (лат. Acta Martyrum) — історико-літературні пам'ятки, що розповідають про суд і мученицьку смерть ранньохристиянських святих. Різновид житійної літератури. Поділяються на офіційні протоколи судів на мучениками (наприклад, Acta Proconsulis); неофіційні записи, складені очевидцями загибелі святих (наприклад, «Martyrium S. Polycarpi»); документи пізнішого часу, упорядковані на основі офіційних або неофіційних джерел. 